# Xie Zhiliu
Xie Zhiliu (1910 - 1997) foi um pintor modernista chinês, de reconhecimento internacional.
Na sua obra, a influência das vanguardas modernistas europeias é notável, fundindo-se com as tradicionais paisagens chinesas.
Integrou o grupo de artistas comunistas chineses da revolução, juntou com Pan Tianshou ou mesmo Zhao Shaoang.

## Biografia
Xie Zhilu nasceu em Changzhou, uma cidade com forte tradição na pintura de pássaros e flores, um gênero no qual Xie se sobressaiu. Após se mudar para Chongqing para escapar da ocupação japonesa em 1937, ele se tornou um amigo intimo do pintor renomado Zhang Dagian, o qual o introduziu aos murais da caverna budista no caminho de seda de Dunhuang.
Depois da Segunda Guerra Mundial, Xie se tornou um consultor em pintura e caligrafia para o museu de Shanghai, assim como professor de pintura.[carece de fontes?]
Graças ao seu acesso às partes mais ricas do museu, Xie expandiu seu estilo através do estudo da arte durante as dinastias Tang, Song e Yuan. Entre 1983 e 1990, ele liderou um time de estudiosos a avaliar as coleções das instituições culturais da China, o que resultou em uma coleção de vinte e quatro catálogos ilustrados sobre as mais de 20 mil pinturas e obras de caligrafia.